# Якобсон, Александр Анатольевич
Александр Анатольевич Якобсон (ивр. אלכסנדר יעקובסון‎; род. 5 октября 1959, Москва) — израильский историк, античник, профессор Еврейского университета в Иерусалиме, публицист и политический деятель. Основные темы научных исследований — демократия и национальная политика. Регулярно публикует в газете Га-Арец статьи на темы актуальной политики. В вопросе арабо-израильского конфликта поддерживает точку зрения «Два государства для двух народов».

## Биография
Отец — Анатолий Александрович Якобсон, российский поэт, переводчик, историк, правозащитник. Мать — Майя Александровна Улановская, участник диссидентского движения в СССР, переводчик.
Давид Самойлов, друживший с Анатолием Александровичем и знавший Александра с детства, написал дневнике об одной из встреч с ним:
«У нас в Опалихе Толя Якобсон со своим гениальным младенцем. Я научил его игре — фамилии предметов (стол — Ножкин, Крышкин и т. д.). Он мгновенно это трансформировал. Забор — Некрасов, кулак — Ломоносов, земля — Чернышевский, болото — Вяземский, рука — Державин, шахматы — Ахматова, почтальон — Ходасевич».
В сентябре 1973 года Александр Якобсон с родителями репатриировался в Израиль. Учился в Иерусалимском университете, где получил 1-ю, 2-ю и 3-ю степени. Первую степень по истории и политологии получил в 1985 году. Вторую степень получил в 1989 году. Работа для получения степени Магистра (2-й степени) — о связи между Римскими императорами и их предшественниками — была написана под руководством профессоров Ханны М. Коттон и Йоси Гейгера. В течение 1990—1994 годов учился в докторантуре. Тема Ph.D. диссертации: «Выборы, системы выборов и функция выборных собраний в поздней Римской республике»; научные руководители — Ханна М. Коттон и Израиль Шацман.
В 1995 году получил степень доктора. Получил премию имени Алекса Бергера «За выдающуюся докторскую диссертацию в области социальных наук».
В 1994—1995 годах работал (постдокторат) в Кёльнском университете. Это работа финансировалась из фонда Ротшильда. В 1995 году начал читать лекции в Хайфском университете, где проработал до 1997 года. В 1998 году начал читать лекции по древней истории в Иерусалимском университете. В 2000 году стал старшим лектором по древней истории в Иерусалимском университете.

## Политическая деятельность
В 1982 году, будучи студентом, Якобсон вступил в партию Шинуй (под руководством Амнона Рубинштейна). После этого, в составе группы под руководством Рубинштейна, он вступил в партию «Мерец». Был активистом «Мереца» в то время, когда были подписаны Соглашения в Осло, а также членом руководства «Мерец» до 2000 года. В те годы его статьи в русско-язычной газете Вести выходили с подписью «Член руководства Мерец». Основной темой его статей была защита мирных договоров. После того, как в сентябре — октябре 2000 года разразилась Интифада Аль-Аксы, Якобсон вышел из «Мереца», так как считал, что израильский лагерь мира вообще и партия «Мерец» в частности обязаны недвусмысленно заявить, что Арафат виновен в войне.
Был парламентским помощником Амнона Рубинштейна и его политическим консультантом в то время, когда Рубинштейн был министром: связи в 1986—1987 годах, энергии и инфраструктуры в 1992—1993 годах, образования и культуры в 1993—1994 годах.
Якобсон регулярно пишет статьи в газетах на политические темы, в основном о праве наций на создание государства. Начиная с процесса Осло и до 2000 года часто писал в газете «Вести», где его голос был одним из очень немногих в защиту договоров Осло и вопреки мнению большинства русско-язычной общины и сотрудников газеты (которые придерживались правых взглядов). В 2003—2004 годах писал публицистические статьи в газете «Маарив». Начиная с 2004 года пишет публицистические статьи в газете «Га-Арец» и даёт интервью на телевидении на русском и иврите. В статьях и интервью он, в частности, объясняет свою политическую позицию. Так например, в статье «Нет политического дома» в «Га-Арец» он пишет:

«Условия мира, которые я поддерживаю — два государства для двух народов, „Зелёная черта“ с обменом территориями, раздел Иерусалима по линиям, разделяющим арабское и еврейское население».
Оригинальный текст (иврит)תנאי השלום שאני תומך בהם - שתי מדינות לשני עמים, הקו הירוק בחילופי שטחים, חלוקת ירושלים לפי קווים לאומיים

## Исследования
Основными темами исследований Александра Якобсона являются: демократия, национальная политика, общественное мнение и выборы в древнем Риме, в основном в поздней Римской республике. В последние годы он, в основном, занимается правлением в Римской Империи: императоры Октавиан Август, Тиберий, отношение общества к правлению императоров, статус императорской семьи. Кроме того, он исследовал сионизм и современную национальную политику.

### Древние времена
В своей первой книге «Выборы и управление системой выборов в Риме — исследование политической системы в поздней республике» Александр Якобсон рассматривает вопрос: как влияли выборы на народ, элиту и на характер власти. Эта книга — результат работы для доктората, а также нескольких лет дополнительных исследований. Начиная с 80-х годов среди исследователей существуют разногласия по поводу характера власти в Римской республике и роли народа при этой власти. До этого времени бытовало мнение, что Сенат и аристократия правили, а у народа не было реальной силы; хотя народные собрания и проводились, их роль была незначительной. В 80-е годы известный историк Фергус Миллар выступил против этой точки зрения, утверждая, что у народа было больше силы, чем принято считать. Мнение Фергуса Миллара по этому вопросу описано в его книге «Толпа в Риме в период Поздней республики». Якобсон в определённой степени присоединяется к направлению, установленному Милларом, в критике принятой точки зрения. Якобсон пришел к этому, проверив, как избирались магистраты и занимались важные должности. Этот вывод основан, кроме прочего, на изучении способов, с помощью которых претенденты попадали в сенат, в числе которых был подкуп; претенденты «ухаживали» за народом. В докторате  Якобсон утверждал, что у народа было существенное влияние, а в книге писал об этом подробнее и пытался показать, что электоральная сила плебса давала ему также силу политическую.
Большинство последующих исследований Якобсона также вращаются вокруг темы демократии. Одна из статей — «Что понимает плотник в политике? Демократия и её оправдание в басне Протагора» рассматривает вопрос о том, как оправдывали демократическое правление в Афинах.
Статья «Мы и они: Империя, память и самоопределение в речи Клавдия о вхождении галлов в римский сенат», вошедшая в книгу «О памяти. Междисциплинарный подход» под редакцией Дорона Мендельса рассматривает демократию и национальный вопрос. Якобсон спрашивает: кто такой римлянин? Рим предоставлял гражданство представителям других национальностей, проживающим на территории империи (а в конце — всем свободным гражданам). Якобсон исследовал вопрос, в чём смысл этого явления с точки зрения личности и культуры «присоединившихся» и с точки зрения самоопределения римлян. Он изучает это на примере вхождения галлов (которые уже получили римское гражданство раньше) в сенат. Император Клавдий был против; в своей речи в сенате он объяснял причины этого.

### Сионизм и национальный вопрос
В книге «Израиль и другие народы: государство еврейской нации и права человека» Якобсон рассматривает вопрос соответствия между Израилем в качестве еврейского государства и Израилем в качества демократического государства. Эта книга написана в соавторстве с профессором Амноном Рубинштейном и переведена на английский и французский языки. Авторы пытаются ответить на вопрос, есть ли противоречие между «еврейским» и «демократическим» и приходят к выводу, что сейчас это противоречие уже не существенно. Легитимация еврейского государства основывается, по их мнению, на универсальном принципе (который должен относиться к двум народам на этой территории) права народов на национальное самоопределение. Поэтому международное сообщество постановило в плане раздела 1947 года, что для того, чтобы предоставить независимость двум народам, живущим на этой территории, надо организовать здесь два национальных государства: «еврейское государство» и «арабское государство» (по тексту постановления о разделе).
Якобсон и Рубинштейн сравнивают характерные черты Израиля как еврейского государства с нормами, принятыми в современном демократическом мире. В частности, они сравнивают израильский Закон о возвращении с законами о репатриации — возвращения на национальную родину — существующими в нескольких демократических странах. Особый упор они делают на случаи Греции и Армении — двух классических народов диаспоры. Менее известные примеры — это Польша и Венгрия, Ирландия и даже Финляндия (по отношению к этнически финскому населению в бывшем Советском Союзе). Когда у государства есть диаспора — население, живущее в других странах, с которым государство считает себя связанным с культурной и исторической точек зрения — оно часто осуществляет официальную связь с этой диаспорой и даже предоставляет её представителям помощь и особые права. Авторы приходят к выводу, что основные характерные черты Израиля как национального еврейского государства соответствуют современным критериям либеральной демократии и защиты прав меньшинств. Вместе с тем, они критикуют некоторые другие существующие в Израиле точки зрения, как по вопросу статуса арабского меньшинства (которое они предлагают официально считать национальным меньшинством), так и по вопросу о религии в государстве.

## Публикации

### Монографии
- Александр Якобсон. Elections and Electioneering in Rome: A study in the Political System of the Late Republic (Выборы и управление системой выборов в Риме — исследование политической системы в поздней республике). Historia Einzelschriften (англ.). Stuttgart: Steiner Verlag (1999). — ISBN 978-3-515-07481-0. Дата обращения: 26 сентября 2014.

- אלכסנדר יעקובסון ואמנון רובינשטיין, ישראל ומשפחת העמים: מדינת לאום יהודית וזכויות האדם, שוקן, תל אביב ISBN 965-19-0588-32003.

- French version: Israël et les nations. L’État-nation juif et les droits de l-homme, Presses Universitaires de France, Paris 2006, ISBN 978-2-13-055306-9.
- English version: Александр Якобсон, Амнон Рубинштейн. Israel and the Family of Nations: The Jewish Nation-State and Human Rights (Израиль и другие народы: государство еврейской нации и права человека) (англ.). London, New York: Routledge (2008). — ISBN 978-0-415-46441-3. Дата обращения: 26 сентября 2014.

### Статьи в журналах
- אלכסנדר יעקובסון החדווה שבהטפת מוסר על הספר של ג'קלין רוז „השאלה של ציון“, קתרסיס #9, אביב 2008 (Александр Якобсон, „Радости чтения морали“ о книге Жаклин Роз „Вопрос Сиона“, журнал „Катарсис“ № 9, весна 2008) (иврит)
- ד»ר אלכסנדר יעקובסו, מיעוטים לאומיים בארץ ובעולם, הרצאה, כנס הרצליה 2003 (Александр Якобсон, «Национальные меньшинства в Израиле и в мире», Лекция на Герцлийской конференции[англ.], 2003 год) (иврит)

### Статьи в газете Га-Арец
- אלכסנדר יעקובסון שמאל זה «הרעים לטייס»? הארץ, 24.08.2014 (Александр Якобсон, «Левые — это „обвиняющие лётчиков“?», «Га-Арец», (24.08.2014)) (иврит)
- אלכסנדר יעקובסון בואו נירגע עם ה"פשיזם" הארץ, 08.01.2013 (Александр Якобсон, «Давайте успокоимся по поводу „фашизма“», «Га-Арец», (08.01.2013)) (иврит)
- אלכסנדר יעקובסון זכות השיבה לאן הארץ, 03.12.2012 (Александр Якобсон, «Право на возвращение куда», «Га-Арец», (03.12.2012)) (иврит)
- אלכסנדר יעקובסון חרדים אנטישמיים בירושלים הארץ, 03.11.2011 (Александр Якобсон, «Ультраортодоксы-антисемиты в Иерусалиме», «Га-Арец», (03.11.2011)) (иврит)
- אלכסנדר יעקובסון מה יקרה אם נובס הארץ, 02.03.2010 (Александр Якобсон, «Что произойдёт в случае нашего поражения», «Га-Арец», (2.3.2010)) (иврит)
- אלכסנדר יעקובסון בלי פינוי ובלי פיצוי  הארץ, 01.01.2010 (Александр Якобсон, «Без эвакуации и без компенсации», «Га-Арец», (1.1.2010)) (иврит)
- אלכסנדר יעקובסון המציאות חזקה מהרבנים  הארץ, 08.07.2009 (Александр Якобсон, «Действительность сильнее раввинов», «Га-Арец», (8.7.2009)) (иврит)
- אלכסנדר יעקובסון בכל זאת, שתי מדינות  הארץ, 25.03.2009 (Александр Якобсон, «И всё-таки два государства», «Га-Арец», (25.3.2009)) (иврит)
- אלכסנדר יעקובסון של מי האלימות הזאת  הארץ, 29.10.2008 (Александр Якобсон, «Чья эта агрессия», «Га-Арец», (29.10.2008)) (иврит)
- אלכסנדר יעקובסון חורגים מזכויות המיעוט  הארץ, 16.01.2007, (Александр Якобсон, «Нарушаем права меньшинства», «Га-Арец», (16.1.2007)) (иврит)

## Комментарии
1. ↑  Впоследствии, в связи с появлением партии Мерец, Шинуй под руководством Рубинштейна прекратила существование. Позже возникла другая партия под названием Шинуй, руководимая Томи Лапидом, к которой Якобсон не имел отношения.